# Georges Geffroy
Pour l’article homonyme, voir Geffroy.
Georges Geffroy, né le 8 janvier 1905 à Paris et mort le 29 avril 1971 dans la même ville, est un architecte d'intérieur français.

## Biographie
De confession protestante, il est engagé chez Paul Poiret à l'âge de 20 ans, puis chez Redfern & Sons. Le rédacteur en chef du mensuel Le Jardin des modes Michel de Brunhoff, lui commande des croquis pour la couverture du magazine, et le réalisateur Jean Epstein lui confie la création des décors du film Les Aventures de Robert Macaire (1925). Il est ensuite modéliste chez le couturier et parfumeur Jean Patou et rencontre Christian Dior chez le poète Max Jacob ainsi que plusieurs personnalités portées sur la fête.
En 1938, il est chargé de l'aménagement de l'appartement du couturier Robert Piguet, qui vient d'ouvrir un nouveau salon au 3 rond-point des Champs-Élysées. Il a au long de sa carrière également pour clients Alexis de Redé, les Durand-Ruel, le vicomte et la vicomtesse de Bonchamps, les Guinness, Daisy Fellowes ou encore Pamela Churchill. Il s'est aussi chargé de l'appartement d'Hélène Rochas au 40 rue Barbet-de-Jouy ou encore de l'hôtel particulier d'Arturo López Willshaw à Neuilly-sur-Seine, ainsi que de son yacht, La Gaviota, ce qui conduisit Cecil Beaton à écrire : « Le yacht, avec ses dorures, des chinoiseries et ses meubles signés de maîtres ébénistes, est certainement unique dans l'histoire de la navigation ». Lorsque Christian Dior achète un hôtel particulier boulevard Jules-Sandeau, Victor Grandpierre se voit confier les appartements privés et Georges Geffroy la partie de réception, dans un décor style Louis XIV-années 1910 qui rappelle au couturier celui de son enfance à Grandville ; quant à la boutique avenue Montaigne, le premier décore les salons et le second la boutique.
Contemporain de Charles de Beistegui avec lequel il collabora en octobre 1944 pour la réalisation de la résidence de l'ambassadeur de Grande-Bretagne en France, Sir Duff Cooper (notamment pour sa bibliothèque, une des rares pièces créées par Georges Geoffroy qui subsiste de nos jours avec l'escalier du n° 22 avenue de Messine, conçu pour Alain Delon dans les années 1960), il conseille également ses clients dans l'acquisition d'œuvres d'art et de mobilier ancien. En 1945, il participe à la création des décors du Théâtre de la Mode, un spectacle itinérant à base de poupées présentant le savoir-faire français en matière de mode.
Cultivant une allure hautaine et méprisante, élégant et sortant peu contrairement à sa légende (si ce n'est dans de grandes soirées costumées comme au « bal du siècle » en 1951 au palais Labia à Venise), il vit dans un appartement rue de Rivoli.
Georges Geffroy fut un décorateur puriste qui n'accepta jamais plus d'une commande à la fois, afin de se pouvoir se consacrer entièrement à chaque projet. Il garda de ses débuts de dessinateur de mode le sens du tissu. Selon Antoine de Grandsaignes, de la maison Decour où l'art du tissu d'ameublement se transmet de père en fils depuis 1840, Geffroy « drapait le pli de ses rideaux comme l'eût fait un couturier ».
À l'instar de ses amis et clients, Arturo Lopez-Willshaw, Gloria Guinness (en), Pierre David-Weill, le baron Alexis de Redé, Georges Geffroy fut une figure en vue du Paris d'après guerre, dite de la Café society. Il marqua de son empreinte l'histoire de la décoration d'intérieur, au point qu'on peut parler de « style Geffroy ». Pour Vanity Fair, sa marque de fabrique se résume ainsi : « Un style XVIIIe, des murs en trompe-l'œil et des décors peints à la main, des escaliers majestueux, des colonnades flanquant les bibliothèques et de somptueux tissus qu'il fait fabriquer pour son usage exclusif, à Lyon, chez Prelle ».
En 1969, il mène son dernier chantier, l’appartement de l'homme d'affaires bolivien Anténor Patiño. Cependant, les années 1960-1970 marquent une nouvelle période au niveau de l'architecture d'intérieur, avec le style résolument moderne d'Yves Gastou ou de Pierre Paulin par exemple, avec lequel celui de Georges Geoffroy est en décalage, ce qui l'amène alors à en concevoir une certaine amertume. Il meurt dans l'anonymat en 1971 mais son style n'est pas totalement oublié, le designer Hervé van der Straeten, concepteur du flacon du parfum J'adore de Dior notant par exemple en 2017 : « Il était à la recherche de luxe et de perfection, sans que cela ne soit ostentatoire, et c'est ce qui nous rapproche. Tout comme lui, mes rapports avec les artisans sont essentiels. Il faisait fabriquer ses tissus en exclusivité ; moi, j'ai mes propres ateliers ».

## Citation
« Il reste finalement peu de décors de Georges. Les gens riches, pour lesquels il travaillait, changent de décor comme de garde-robe. »

— Pierre Le-Tan